# Erzsébet Lángné Kelemen
Erzsébet Lángné Kelemen, född i Pest 16 april 1772, död där 30 oktober 1795, var en ungersk skådespelare.  Hon var en av Ungerns första skådespelerskor. 
Hon var medlem i det första ungerskspråkiga teatersällskapet, som bildades av Kelemen László och höll sin premiärföreställning den 25 oktober 1790. Detta resande teatersällskap bestod av Ungerns första femton inhemska yrkesskådespelare, däribland Sehy Ferenc, Anna Moór, Kontz József och Láng Ádám János. Hon spelade främst rollen som naiv ung flicka i komedier. Hon gifte sig 1794 med kollegan Ádám Láng. 